# ماراثوكامبوس
ماراثوكامبوس (Μαραθόκαμπος) هي مدينة في ساموس في اليونان.